# Matthew Aid
Matthew Morris Aid, né le 11 mars 1958 à New York et mort le 20 août 2018 à Washington, est un ancien militaire, un historien et un écrivain américain. Il a écrit sur le renseignement américain et la National Security Agency.

## Biographie
Matthew Aid est un ancien membre de l'US Air Force.
Par la suite, il devient historien du renseignement, et publie notamment sur la NSA. Il a révélé que la NSA a espionné Mohamed Ali et Martin Luther King parce qu'ils s'opposaient publiquement à la guerre du Vietnam. Toujours selon Matthew Aid, les informations glanées par la NSA ont joué un rôle majeur dans les décisions présidentielles lors des conflits majeurs des États-Unis depuis la Seconde Guerre mondiale.
En 2006, Matthew Aid découvre que 25 515 documents ont été retirés des National Archives par cinq « agences » américaines : la CIA, l'Air Force, le département de l'Énergie, le Federal Emergency Management Agency et les National Archives. Le journal The New York Times est le premier à rapporter cette histoire. Peu après avoir interviewé Matthew Aid en 2006, le journaliste Christopher Lee du journal The Washington Post apprend, grâce à une requête autorisée par la Freedom of Information Act, que Matthew Aid a été puni 21 ans plus tôt pour possession non autorisée d'information classifiée et pour avoir emprunté l'identité d'un sergent de l'US Air Force en poste au Royaume-Uni. En cour martiale, il a été condamné pour ces deux infractions. En 1986, il a été démobilisé pour mauvaise conduite puis emprisonné pour un an. Matthew Aid a répliqué que la publication de son dossier a été faite en représailles pour sa découverte des documents retirés des National Archives, ce qui a mené à une enquête publique et une couverture médiatique.

## Ouvrages
- (en-US) (avec Cees Wiebes) Secrets of Signals Intelligence During the Cold War and Beyond, Routledge, 2001.  (ISBN 978-0714681825)
- (en-US) Contributions de Matthew M. Aid à : Roger Z. George, Robert D. Kline et Christopher M. Andrew, Intelligence and the National Security Strategist: Enduring Issues and Challenges, Rowman & Littlefield Publishers, 2005  (ISBN 978-0742540392)
- (en-US) The Secret Sentry. The Untold History of the National Security Agency, Bloomsbury Press, 2010.  (ISBN 978-1608190966)
- (en-US) Intel Wars: The Secret History of the Fight Against Terror, 2012.  (ISBN 1608194817)